# Otidognathus
Otidognathus är ett släkte av skalbaggar. Otidognathus ingår i familjen Dryophthoridae.

## Bildgalleri

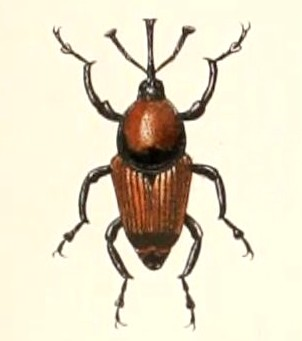

## Dottertaxa tillOtidognathus, i alfabetisk ordning[1]
- Otidognathus aberrans
- Otidognathus anchora
- Otidognathus aphanes
- Otidognathus areolatus
- Otidognathus assamensis
- Otidognathus badius
- Otidognathus baguioensis
- Otidognathus banahaoensis
- Otidognathus banahoensis
- Otidognathus bifasciatus
- Otidognathus cantonensis
- Otidognathus cebuensis
- Otidognathus celatus
- Otidognathus centralis
- Otidognathus collaris
- Otidognathus comptus
- Otidognathus davidis
- Otidognathus decemstriatus
- Otidognathus elegans
- Otidognathus extraordinarius
- Otidognathus forsteri
- Otidognathus fulvopictus
- Otidognathus gloriosus
- Otidognathus immaculatus
- Otidognathus imuganensis
- Otidognathus incertus
- Otidognathus inexpectatus
- Otidognathus injucundus
- Otidognathus intermedius
- Otidognathus jansoni
- Otidognathus javanicus
- Otidognathus maculipennis
- Otidognathus madurensis
- Otidognathus melli
- Otidognathus meridionalis
- Otidognathus myrmidon
- Otidognathus naevus
- Otidognathus nemorivagus
- Otidognathus nigricollis
- Otidognathus nigropictus
- Otidognathus notatus
- Otidognathus novaebritanniae
- Otidognathus palawanicus
- Otidognathus panaoensis
- Otidognathus panaonensis
- Otidognathus papuanus
- Otidognathus pendleburyi
- Otidognathus peregrinus
- Otidognathus perminutus
- Otidognathus pictus
- Otidognathus primigenius
- Otidognathus punctatissimus
- Otidognathus purpuratus
- Otidognathus pygidialis
- Otidognathus quadrimaculatus
- Otidognathus rarus
- Otidognathus robust
- Otidognathus rubriceps
- Otidognathus rufescens
- Otidognathus satelles
- Otidognathus separandus
- Otidognathus septentrionalis
- Otidognathus sericoplaga
- Otidognathus sericoplagia
- Otidognathus serus
- Otidognathus squamulosus
- Otidognathus subfasciatus
- Otidognathus surigaoensis
- Otidognathus tonkinensis
- Otidognathus tristis
- Otidognathus turbatus
- Otidognathus ursinus
- Otidognathus variopictus
- Otidognathus velutinus
- Otidognathus westermanni